# فيكتور بيريز (لاعب كرة قدم)
فيكتور بيريز (بالإسبانية: Víctor Píriz Alvez)‏ هو لاعب كرة قدم أرجنتيني في مركز الهجوم، ولد في 22 يونيو 1980 في أرتيغاس في الأوروغواي. لعب مع أتليتيكو توكومان وأرجنتينوس جونيورز وأرسنال ساراندي وبانفيلد وتاليريس كوردوبا وديفنسا خوستيكا ونادي تيخوانا ونادي سان لويس ونادي نيكاكسا ونادي يونيفرسيتاريو.

## وصلات خارجية
- فيكتور بيريز (لاعب كرة قدم) على موقع قاعدة بيانات كرة القدم.إي يو (الإنجليزية)
- فيكتور بيريز (لاعب كرة قدم) على موقع Soccerway.com (الإنجليزية)